# هادرون

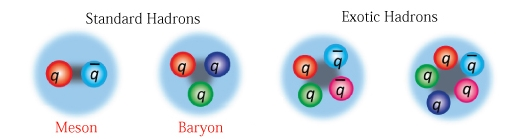
نمایی از طرح‌وساختار «هادرون‌های استاندارد» و «هادرون‌های ناهنجار»

هادرون (برگرفته‌شده از زبان یونانی به معنای محکم، سخت) در فیزیک ذرات، به ذرات ترکیبی که از دو یا سه کوارک تشکیل‌شده باشند، گفته می‌شود. نیروی هسته‌ای قوی این کوارک‌ها را در کنارهم قرارمی‌دهد.
دو زیرمجموعه از هادرون‌ها وجود دارد: باریون‌ها و مزون‌ها. باریون‌ها از سه کوارک و مزون‌ها از دو کوارک تشکیل شده‌اند.
از میان معروف‌ترین باریون‌ها، می‌توان به پروتون‌ها و نوترون اشاره کرد.

## مقدمه
طبق الگوی کوارک، خصوصیات هادرون‌ها ابتدا از طریق کوارک‌های ظرفیت تعیین می‌گردد؛ مثلاً، پروتون از دو کوارک بالا (هر کدام دارای بار الکتریکی ۲/۳+) و یک کوارک پایین (واجد بار الکتریکی ۱/۳-) تشکیل می‌شود. با افزودن این بارها به هم، بار پروتونی برابر با ۱+ حاصل می‌شود. اگرچه کوارک‌های مرکب نیز حامل بار رنگ (بی ارتباط با رنگ ظاهری) اند، ویژگی نیروی قوی هسته‌ای که تحدید رنگ نامیده می‌شود مستلزم آن است که هر وضعیت ترکیبی حامل بار ته نشست رنگ نباشد؛ یعنی، هادرونها باید بی‌رنگ باشند. دو روش برای تحقق این امر وجود دارد: سه کوارک با رنگ‌های متفاوت، یک کوارک تکرنگ و یک پاد کوارک حامل عامل پاد رنگ. هادرون‌های مبتنی بر الگوی اول باریون‌ها هستند در حالی که هادرون‌های نوع اخیر مزون‌ها نامیده می‌شوند.
همچون کلیه ذرات زیراتمی، برای هادرون‌ها نیز اعداد کوانتومی تعیین می‌شود که به بازنمودهای گروه پوآنکاره مربوط می‌گردد: (m) pc J که در آن J عدد کوانتومی اسپین، p زوجیت ذاتی ذره، و c هم یوغی بار یا زوجیت نوع c و گشتاور چهارگانه ذره m (یعنی جرم آن) هستند. توجه کنید که جرم هادرون بسیار کوچک بوده و به جرم کوارک‌های ظرفیت آن بستگی دارد و نیز در اثر معادل جرم- انرژی، بخش اعظم جرم از مقدار فراوان انرژی مرتبط با نیروی قوی هسته‌ای حاصل می‌شود. هادرون‌ها نیز می‌توانند حامل اعداد کوانتوم دارای تعامل ضعیف همچون ایزواسپین (یا زوجیت نوع- G)، و شگرفی باشند. تمام کوارک‌ها یک عدد کوانتومی افزایشی و ابقا شده به نام عدد باریون (B) دارند که معادل ۳/۱+ برای خود کوارکها و مقدار ۳/۱- برای پاد کوارک‌ها است. این یعنی آن که باریون‌ها- گروه‌های سه کوارکی- عدد باریونی ۱ = B دارند در حالی که مزون‌ها دارای عدد باریونی ۰ = Bاند.
هادرون‌ها وضعیت‌های تحریک شده‌ای تحت عنوان ارتعاشات دارند. هر هادرون در وضعیت عادی می‌تواند وضعیت‌های تحریک شده مختلفی داشته باشد؛ طی آزمایش‌های فیزیک ذرات صدها نوع ارتعاش برای آن‌ها مشاهده شده‌است. ارتعاشات بسیار سریع (طی حدود ۲۴–۱۰ ثانیه) در اثر نیروی قوی هسته‌ای تخریب می‌شوند.
در فازهای دیگر ماده پویافام کوانتوم QCD، هادرونها از بین می‌روند؛ مثلاً، در دما و فشار بسیار زیاد، در صورت وجود اعداد تعاملی ضعیف در کوارکها، نظریه پویافامی کوانتوم (QCD) پیش‌بینی می‌کند که کوارکها و گلوئون‌ها به‌طور ضعیف با هم تعامل نموده و دیگر درون هادرونها محدود نخواهند شد. این خصوصیت به عنوان آزادی مجانبی شناخته می‌شود که به لحاظ آزمایشگاهی در مقیاسهای انرژی بین یک گیگا الکترون ولت (Gev) و یک ترا الکترون ولت (Tev) [۲] مورد تأیید قرار گرفته‌است.

## باریونها
باریون‌ها از سه کوارک تشکیل شده‌اند. تمام باریون‌ها از دسته فرمیون‌ها هستند، یعنی دارای اسپین نیم صحیح می‌باشند. آن‌ها دارای عدد باریونی ۱ = B هستند، در حالی که در ضد باریونها (که از سه ذره پاد کوارک تشکیل شده‌اند) عدد باریونی ۱- = B است.
به صورت فرضی می‌توان باریون‌ها را علاوه بر سه کوارک دارای یک جفت کوارک و پاد کوارک نیز تصور کرد، که این نوع ذره پنتاکوارک نامیده می‌شود. تاکنون دو نوع پنتاکوارک در آزمایشگاه دیده شده‌اند، که هر دو در سال ۲۰۱۵ یافت شده‌اند.

## مزون‌ها
مزون‌ها هادرون‌هایی هستند که از یک جفت کوارک- پادکوارک تشکیل می‌شوند. عدد باریونی آن‌ها ۰ = B است. نمونه‌هایی از مزون‌ها معمولاً در آزمایش‌های فیزیک ذرات تولید می‌شود از جمله پیون‌ها و کائون‌ها. پیون از طریق ته نشست قوی نقش نگهدارندهٔ بخش‌های هستهٔ اتم را به یکدیگر ایفا می‌کند.
مزون‌های فرضی با بیش از یک جفت کوارک- پاد کوارک را می‌توان تصور کرد که تتراکوارک نامیده می‌شود. در حال حاضر هیچگونه مدرکی دال بر وجود آن‌ها وجود ندارد.
مزون‌هایی که خارج از طبقه‌بندی الگوی کوارک قرار می‌گیرند، مزون‌های بیگانه خوانده می‌شوند. این مزون‌ها شامل گلوبال‌ها (گلوئون‌های به هم چسبیده) و مزون‌های دورگه می‌گردد (مزون‌ها توسط گلوئون‌های تحریک شده محدود می‌گردند).